# Альховаям

Альховаям — річка на північному сході півострова Камчатка.
Довжина річки — 47 км. Протікає по території Олюторського району Камчатського краю.. Впадає в затоку Анапка.
Назва в перекладі з коряцької Алӄаваям — «кекурна річка».

## Дані водного реєстру
За даними державного водного реєстру Росії відноситься до Анадиро-Колимського басейнового округу.
За даними геоінформаційної системи водогосподарського районування території РФ, підготовленої Федеральним агентством водних ресурсів:
- Код водного об'єкта в державному водному реєстрі — 19060000312120000008236
- Код за гідрологічною вивченістю (ГВ) — 120000823
- Номер тому з ГВ — 20
- Випуск за ГВ — 0